# Obsluhoval jsem anglického krále
Obsluhoval jsem anglického krále (1971, 1980 vydáno v cizině, 1982 v Jazzové sekci, oficiálně až v roce 1989) je román českého spisovatele Bohumila Hrabala. Román nese filosofický podtext, objevují se i erotické motivy.

## Příběh
Začínající číšník Jan Dítě má komplexy kvůli výšce, začíná u prodeje párků, pak se ale dostane do hotelu Zlatá Praha, později do Tichoty, kde se schází v noci významní lidé s milenkami. Nakonec pracuje v hotelu Paříž, kde je mu vzorem vrchní Skřivánek, který zná obdivuhodně psychologii a sociologii hostů – říkal, že obsluhoval anglického krále (vrchol gastronomie, nebylo potřeba říkat nic víc). Janovi se poštěstí a jako záskok mohl obsluhovat habešského císaře. Později si vzal nacistku (která vzala Židům, kteří byli odvezeni do koncentračních táborů, známky za mnoho milionů). Měli spolu postiženého syna, jeho manželka Líza však při bombardování zemřela, syna odvezli do domova pro postižené děti (trpěl úchylkou, neustále zatloukal hřebíky do podlahy).
Před únorem 1948 si koupil hotel, zval tam milionáře (sám měl dost majetku), ale ti jím pohrdali, protože nebyl jedním z nich (nenarodil se jako milionář, byl pro ně nula). Po únoru mu sebrali hotel a milionáři byli sváženi do komunistických sběrných táborů. On tam však odešel dobrovolně, protože chtěl být ve vyšší společnosti za každou cenu, v dobrém i ve zlém.
Nakonec se z něj stane cestář na šumavské samotě, v místech, kam sotva někdo jezdil. Celý život se snažil přizpůsobit, dostat se do vyšší společnosti, proto i za okupace podlézal Němcům. Ale nikdy se mu to nepodařilo. Pochopí tak, že je zbytečné přizpůsobovat se světu. V závěru se smíří se svým životem.
Ilegální vydání v Jazzové sekci bylo plně se souhlasem Bohumila Hrabala, který ve strojopisu dělal i korekturu. Tisk byl provázen nejrozsáhlejší razií Státní bezpečnosti po tiskárnách. Odpovědným redaktorem byl předseda Jazzové sekce Karel Srp, grafická úprava včetně obálky od Josky Skalníka. Na vydání se podílel Josef "Zub" Vlček. Ministerstvo kultury dokonce podalo soudu podnět k zahájení trestního řízení /referenti Mácha a Trojan), které bylo zahájeno a zdokumentováno. Stejně tak objemný svazek výslechů Bohumila Hrabala, Karla Srpa, písemných rozkazů StB ředitelům vydavatelství. Jazzová sekce vydala ilegální knižní vydání v nákladu 5 tisíc kusů. Jedná se o historicky nejpočetnější nedovolený tisk a distribuci za normalizace. Bohumil Hrabal se na vydání podílel i finančně. 
Reprint samizdatového vydání vyšel v roce 2014 zásluhou Jazzové sekce a Andreje Babiše. Je rozšířený o policejní protokoly a historku o předání ilegálního vydání Bohumilu Hrabalovi. Tato příloha je jediným konkrétním dokumentem o policejních raziích proti podzemní literatuře po srpnu 1968.

## Filmová adaptace
V roce 2006 byl na námět této knížky natočen režisérem Jiřím Menzlem stejnojmenný film, který získal ocenění Český lev jako nejlepší český film roku 2006.